# Connie Mack
Connie Mack, eigentlich Cornelius McGillicuddy, Sr., (* 22. Dezember 1862 in East Brookfield, Massachusetts; † 8. Februar 1956 in Philadelphia, Pennsylvania) war ein US-amerikanischer Baseballspieler, -manager und -Teambesitzer.
Mack hält mit 7755 Einsätzen bis heute den Rekord der meisten Spiele als Manager in der Major League Baseball. Gleichzeitig hat er die meisten Niederlagen (3948) und Siege (3731) erreicht. Im Jahr 1933 managte er zudem die Auswahl der American League beim ersten All-Star Spiel der Geschichte.
Als erster Manager überhaupt konnte Mack dreimal die World Series gewinnen und ist bis heute der einzige, der zweimal je zwei aufeinanderfolgende World Series gewann. Insgesamt war Mack fünfmal im Finale der US-amerikanischen Baseball-Profiligen erfolgreich.

## Privatleben
Connie Mack wurde in East Brookfield im US-Bundesstaat Massachusetts geboren. Seine Eltern Michael McGillicuddy und Mary McKillop waren irische Einwanderer. 1877 verließ Mack im Alter von 14 Jahren die Schule, um Geld für die Familie verdienen zu können. Sein Vater litt an Alkoholismus, welcher sich nach einer Verletzung im Sezessionskrieg entwickelt hatte.
Der Name Connie Mack entstand ursprünglich als Abkürzung, da der volle Name zu lang war, um auf die Scorecard zu passen. Der eigentliche Spitzname setzte sich so durch, dass kaum jemand mehr den richtigen Namen McGillicuddy kannte. Bis in die Gegenwart führen alle Nachkommen von Connie den Namen Mack als Rufnamen, obwohl dieser seinen Namen niemals offiziell ändern ließ.
Am 8. November 1887 heiratete Mack in erster Ehe Margaret Hogan, mit der er drei gemeinsame Kinder hatte. Sein Sohn Earl Mack wurde ebenfalls Baseballspieler und spielte unter seinem Vater in Philadelphia. Nach 1950 übernahm er das Team mit seinem Bruder Roy Mack von seinem Vater. Seine Frau starb im Jahre 1892 nach Komplikationen bei der Geburt der Tochter Marguerite.
Am 27. Oktober 1910 heiratete Mack ein zweites Mal. Mit Catarina Hallahan bekam er noch vier Töchter und einen weiteren Sohn, Cornelius Jr., bzw. Connie Mack II.
Connie Macks Enkel Connie Mack III und sein Urenkel Connie Mack IV waren Vertreter des Bundesstaats Florida im US-Repräsentantenhaus. Sein Urenkel ist mit Mary Bono Mack, der Witwe von Sonny Bono, verheiratet.

## Karriere

### Als Spieler
Ab dem Jahr 1886 spielte Mack elf Jahre in den Major Leagues, davon zehn in der National League und eines in der Players’ League. Hauptsächlich wurde Mack auf der Position des Catchers eingesetzt, spielte allerdings auch als First Baseman und im Right Field.
Von 1886 bis 1889 war Mack bei den Washington Nationals in der National League aktiv. In seiner ersten Spielzeit 1886 wurde Mack zehnmal eingesetzt und erreichte einen Batting Average von 36,1 %, was bis zum Ende seiner Karriere sein Höchstwert bleiben sollte. In den folgenden drei Jahren spielte Mack dann regelmäßig. Im Jahr 1888 erzielte er den ersten von nur fünf Home Runs in seiner Spielerkarriere.
Zur Saison 1890 wechselte Mack zu den Buffalo Bisons in die neu gegründete Players’ League, wo er 123 Saisonspiele bestritt und mit seinem Team den letzten Platz belegte. Die Liga bestand allerdings nur ein Jahr, so dass Mack im folgenden Jahr zurück in die National League zu den Pittsburgh Pirates wechselte. Dort spielte er für den Rest seiner Karriere als Spieler, war allerdings bereits als Spieler und Manager gleichermaßen aktiv. Aus diesem Grund spielte er auch immer seltener und brachte es in der Spielzeit 1895 gerade mal auf 14 Einsätze. In seiner letzten Saison 1896 spielte Mack immerhin noch 33-mal.
Insgesamt kam Mack auf 724 Einsätze, davon 601 in der National League und 123 in der Players’ League.

### Als Manager

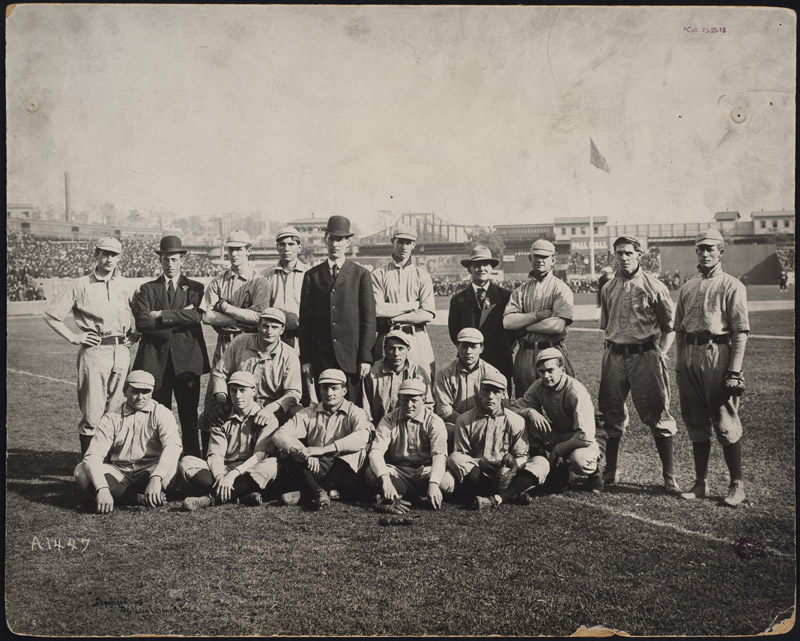
Connie Mack (stehend, 5. von links) mit seinem Team bei der World Series 1905

In den Jahren 1894 bis 1896 war Connie Mack drei Jahre als Spieler und Manager aktiv und gewann 149 Spiele bei 134 Niederlagen (52,7 %) für die Pirates. Von 1897 an managte er vier Jahre das Minor-League-Team Milwaukee Brewers.
Zur Saison 1901 begann Macks 50 Jahre andauernde Managerkarriere bei den Philadelphia Athletics, bei denen er bis ins hohe Alter von 87 Jahren 3582 Siege bei 3814 Niederlagen (48,4 %) errang. Acht Mal erreichte er mit seinem Team dabei die World Series, von denen er fünf gewinnen konnte.
Bei der Auswahl seiner Spieler legte Mack viel Wert auf selbstgesteuerte, selbstdiziplinierte und eigenmotivierte Spieler. In seinen Augen war Eddie Collins, der in Philadelphia zum Star wurde, der ideale Spielertyp. Auch das Verhalten im Privatleben seiner Spieler war Mack wichtig. So forderte er von seinen Spielern, dass diese keinen Alkohol tranken.

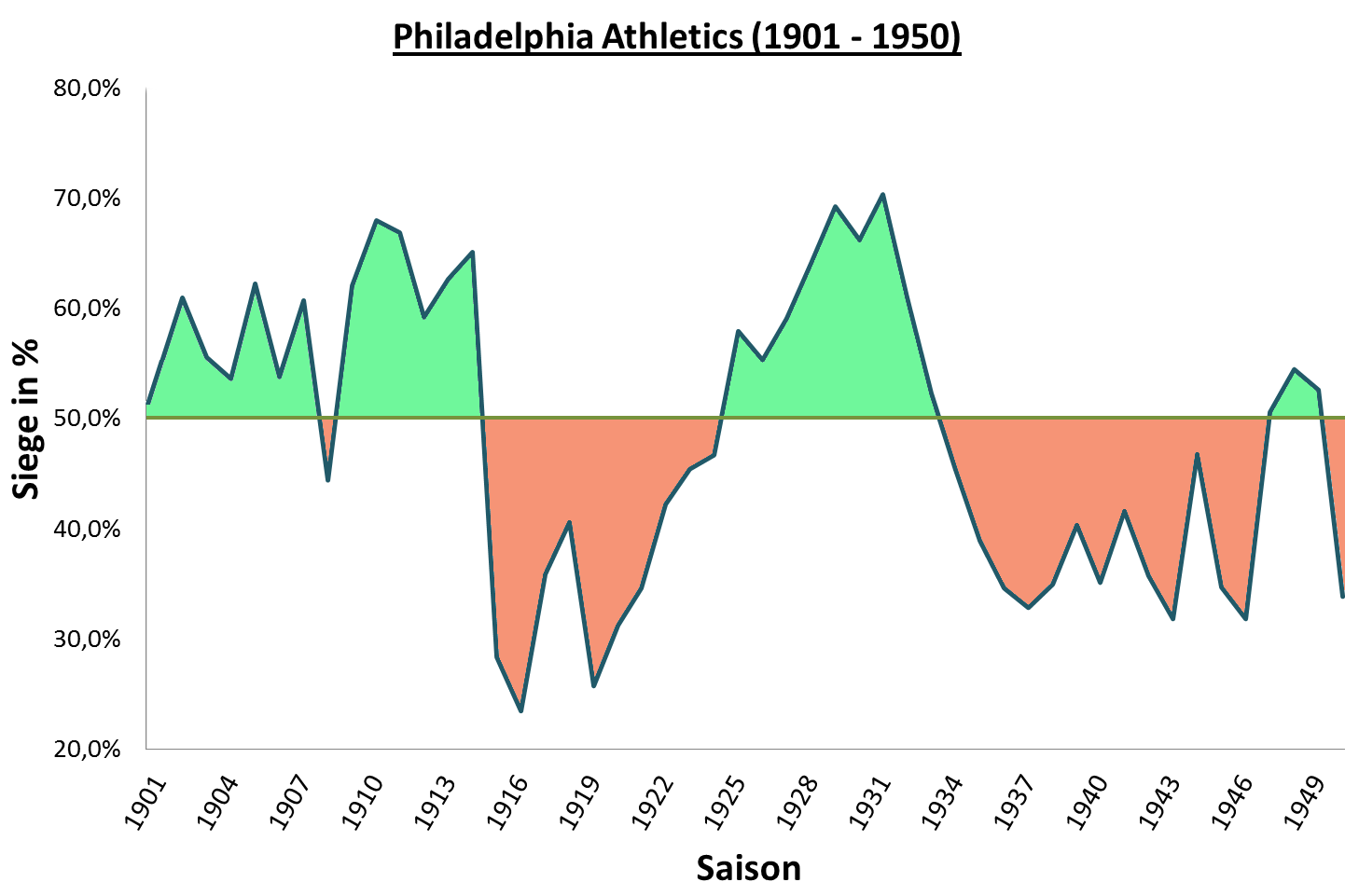
Siegquote der Athletics unter Connie Mack

Sportlich glichen die 50 Jahre einer Achterbahnfahrt. In den Anfangsjahren gewannen die Athletics zweimal die American League (1902 und 1905). 1902 bedeutete dies das Optimum, da American und National League aufgrund eines erbitterten Streits um die Vorherrschaft im Profibaseball keine Championship-Serie austrugen. Drei Jahre später verloren die Athletics in der World Series mit 1:4 Spielen gegen die New York Giants. Den einzigen Sieg sicherte der spätere Hall of Famer Chief Bender, den Mack 1903 debütieren ließ.
Auch in den darauffolgenden Jahren führte Mack das Team zu einer positiven Bilanz. Ausnahme war das Jahr 1908, in dem es mit einer negativen Bilanz nur zu Platz 6 reichte.
Den dritten Sieg in der American League verbuchte das Team dann 1910. Vor allem auf der Position der Pitcher hatte Mack starke Spieler. Neben Chief Bender überragte vor allem der 1906 zum Team gestoßene Jack Coombs, der in der World Series 1910 gleich drei Wins verbuchte und so großen Anteil am ersten World Series Titel für Mack hatte. Die Athletics gewannen die Serie mit 4:1 Spielen gegen die Chicago Cubs. Mit im Team von Mack waren unter anderem auch die späteren Hall of Famer Frank „Homerun“ Baker, Eddie Plank und Eddie Collins.
1911 wiederholte Mack den Triumph mit nahezu dem gleichen Team. In der World Series 1911 besiegte er die New York Giants, gegen die er 1905 noch unterlag, mit 4:2 Siegen. Von dieser Serie her rührt auch der Spitzname des Third Basemann Frank „Homerun“ Baker, der zwei spielentscheidende Homeruns, einen davon gegen Star-Pitcher Rube Marquard, erzielen konnte.
Nach einem eher mittelmäßigen Jahr 1912 folgte in der World Series 1913 der dritte Triumph für Philadelphia unter Connie Mack. Bereits zum dritten Mal in 8 Jahren trafen die Athletics auf die New York Giants. Auch die Spieler, die sich gegenüberstanden, waren nahezu dieselben wie 1911. Chief Bender sicherte sich bei dem 4:1-Erfolg in der Serie zwei Wins für die Athletics. Eddie Plank gewann eins von zwei Duellen und auch Frank „Homerun“ Baker machte seinem Namen durch einen Homerun in Spiel 1 alle Ehre. 1914 erreichte man erneut die World Series, unterlag aber nach einem Sweep mit 0:4 gegen die Boston Braves.
Schwierige Zeiten begannen für Mack ab dem Jahre 1915. Er wollte und musste aus finanziellen Gründen sein Team grundlegend umbauen und verjüngen, was 1915 dazu führte, dass sein Team gerade mal 28 % aller Spiele gewinnen konnte. 1916, welche die schlechteste Saison in der Karriere von Mack werden sollte, wurde dieser Wert mit nur 23,5 % gewonnener Spiele gar noch unterboten. Vorausgegangen war, dass Mack einen Großteil seiner Starspieler abgab. Ende 1914 transferierte er Eddie Collins an die Chicago White Sox. Frank „Homerun“ Baker wurde entlassen und kam 1916 bei den New York Yankees unter Vertrag, Eddie Plank wurde an die St. Louis Terriers abgegeben und Herb Pennock ging zu den Boston Red Sox.

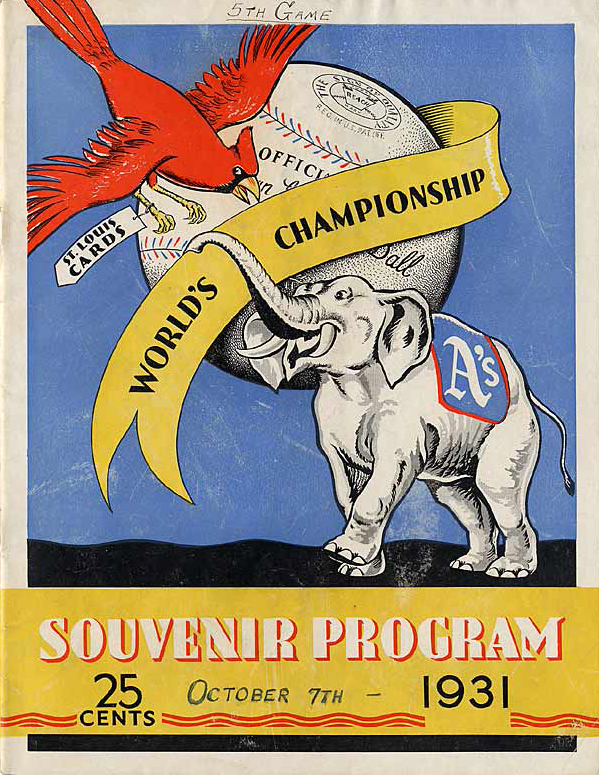
Programm zu Spiel 5 der World Series 1931

Der Neuaufbau ging schleppend voran. Bis ins Jahr 1921 musste sich Mack jedes Mal mit dem letzten Platz in der Regular Season begnügen. Der kontinuierliche Aufbau trug dann Mitte der 1920er Jahre erste Früchte. Mit einer ausgewogenen Mischung aus älteren Akteuren, wie Ty Cobb, Zack Wheat und Eddie Collins, der zum Team zurückkehrte, sowie Spielern auf ihrem Karrierehöhepunkt, wie Mickey Cochrane, Lefty Grove und Al Simmons schaffte es das Team 1927 und 1928 auf Platz 2 der American League. Auch der noch sehr junge Jimmie Foxx bekam von Mack nach und nach mehr Verantwortung und entwickelte sich zu einem herausragenden Spieler.
Im Jahre 1929 gewann Mack mit seinem neu formierten Team schließlich seine vierte World Series. Man schlug die Chicago Cubs mit 4:1 Spielen. Jimmie Foxx konnte hierbei zwei Homeruns beisteuern und die Ausgewogenheit des Bullpen zeigte sich dadurch, dass die vier Siege von vier verschiedenen Pitchern erzielt wurden. Namentlich waren dies Howard Ehmke, George Earnshaw, Eddie Rommel und Rube Walberg, wobei Lefty Grove zwei Saves verbuchen konnte.
Wie schon fast 20 Jahre zuvor gelang es Mack erneut, diesen Triumph zu wiederholen. In der World Series 1930 besiegte er mit nahezu identischem Team die St. Louis Cardinals in sechs Spielen mit 4:2. Durch diesen Erfolg holte Mack mit seinem Team die Boston Red Sox in der Liste der Franchises mit den meisten World Series Siegen (je 5) ein. Bestand hatte dies bis 1936, als die New York Yankees beide Teams ein- und 1937 schließlich überholten.
Nachdem es 1932 noch einmal zu Platz 2 in der American League reichte, stürzte das Team unter Mack in den darauffolgenden Jahren erneut ab. In den Jahren 1935 und 1936, Mack war zu diesem Zeitpunkt bereits 73 Jahre alt, landeten die Athletics am Ende der Tabelle. Erneut waren finanzielle Probleme ausschlaggebend dafür, dass zahlreiche Stammspieler den Club verließen. 1948, im Alter von 85 Jahren, schaffte Mack es noch einmal sein Team auf Platz 4 in der Regular Season zu führen. Größere Erfolge blieben aber aus.
Nach der Spielzeit 1950 beendete Mack nach 7755 Spielen als Manager seine Karriere.

### Als Teambesitzer
Die finanzielle Versorgung der Athletics wurde nach ihrer Gründung 1901 noch von Charles Somers gewährleistet. Somers, der als „weißer Ritter“ der American League gilt, unterstützte auf diese Weise zudem noch andere Teams, wie die St. Louis Browns oder die Chicago White Sox. Somers sollte schnellstmöglich ausbezahlt werden, und so gingen 25 % der Anteile am Team an Connie Mack. Die anderen 75 % verteilten sich auf den Sportartikelhersteller Ben Shibe (50 %) und die beiden lokalen Sportjournalisten Frank Hough und Sam Jones (25 %).
Im Jahre 1913 verkauften Hough und Jones ihre Anteile an Mack, der nun ebenso wie Ben Shibe die Hälfte der Besitzrechte hielt. Hierzu lieh sich Mack das nötige Kapital von Shibe. Als Shibe 1922 verstarb, übernahmen seine beiden Söhne die Anteile. Nach dem Tod der beiden (1936 und 1937) wurde Connie Mack alleiniger Besitzer der Philadelphia Athletics.
In den Jahren 1915 bis 1917 kam Mack erstmals in größere finanzielle Schwierigkeiten und musste sich von fast allen Stammspielern trennen. Grund hierfür war unter anderem, dass in der neu gegründeten Federal League viel höhere Gehälter bezahlt wurden, als die Teams der American League stemmen konnten.
Fast Identisches passierte Mack mit seinem zweiten Meisterschaftsteam. Infolge der Great Depression wurde seine finanzielle Situation immer kritischer und er trennte sich erneut von den besten Spielern seines Kaders.
Nachdem Mack seine Managerkarriere beendet hatte, blieb er noch vier Jahre Besitzer des Teams. Einen Teil der Anteile trat er an seine Söhne Earl und Roy ab. Von Alter und Krankheit gezeichnet verkaufte Mack 1954 schließlich alle Anteile an den Industriellen Arnold Johnson, welcher im Herbst desselben Jahres mit dem Franchise Philadelphia verließ und nach Kansas City zog. In diesem Zuge wurde das Team in Kansas City Athletics umbenannt.